# CFR Arad
CFR Arad was een Roemeense voetbalclub uit de stad Arad. 

## Geschiedenis
De club werd opgericht in 1921. Een jaar later fuseerde de club met CS Gloria Arad en werd zo Gloria CFR Arad. In 1934 scheidde CFR zich echter terug af. De club speelde hierna voornamelijk in de tweede klasse en onderging ook enkele naamswijzigingen. In 1973 fuseerde de club met Vagonul Arad en werd zo Unirea Arad, dat een jaar later de naam Rapid aannam. In 1978 splitste CFR zich opnieuw af van Rapid en ging in de derde klasse spelen. In 1985 werd het team ontbonden. 
| Name             | Period    |
| ---------------- | --------- |
| CFR Arad         | 1921–1922 |
| Gloria CFR Arad  | 1922–1934 |
| CFR Arad         | 1934–1940 |
| Crişana CFR Arad | 1940–1942 |
| CFR Arad         | 1946–1950 |
| Locomotiva Arad  | 1950–1958 |
| CFR Arad         | 1958–1973 |
| Unirea Arad      | 1973–1974 |
| Rapid Arad       | 1974–1978 |
| CFR Arad         | 1978–1985 |